# サタデー総合研究所
サタデー総合研究所（さたでーそうごうけんきゅうじょ）は、2002年10月5日から2003年9月27日まで、テレビ朝日で毎週土曜9:55 - 10:20に放送された経済バラエティ番組である。

## 概要
同局で放送されていたねっとパラダイスの後継番組であり、関東ローカルの番組であった。

## 出演者
- レギュラーMC
  - ユンソナ
  - 下平さやか[1]
- 財部誠一
- 中丸徹

## 放送リスト
| ＃1  | 2002年10月5日  | 「原宿・表参道へ行こう!」 |
| ＃2  | 2002年10月12日 | 「おむすびvsどんぶり」ユンソナおむすびvs下平ドンブリ |
| ＃3  | 2002年10月19日 | 「東洋的健康～体に優しい『食と空間』」 |
| ＃4  | 2002年10月26日 | 「美味しいお弁当が食べたい!!～ホテイチ・デパ地下・急成長のお弁当家さん」ホテルvs弁当総菜の裏側 |
| ＃5  | 2002年11月2日  | 「超激安ショップのナゾ」予算1万円でどれだけ買える激安店 |
| ＃6  | 2002年11月9日  | 「町の電気屋さん奮闘記」量販店に勝つ町のサービス電器店 |
| ＃7  | 2002年11月16日 | 「温泉のチカラ」～最新東京温泉事情 |
| ＃8  | 2002年11月23日 | 「丸ビルの秘密」話題のレストラン・並んでまで食べたいこだわりの料理の魅力 |
| ＃9  | 2002年11月30日 | 「探し物は何ですか?～人気通販の裏側」あの有名テレビショッピング専門チャンネルの舞台裏に潜入!テレビ通販の裏側が全て明らかに!(ジュピターショップチャンネル/MERMAID) |
| ＃10 | 2002年12月7日  | 「ホテル業界・今、何が本物なのか?」ホテルオークラの新人研修の舞台裏に密着! |
| ＃11 | 2002年12月14日 | 「1日乗り放題券で日帰り日本一周麺ロード」 1万円で飛行機乗り放題・びっくり旅行企画!沖縄→博多→名古屋→北海道→東京を1日で移動しながら、各地の麺を堪能(ANA) |
| ＃12 | 2002年12月21日 | 「舞台裏は甘くない!?～いまどきスウィーツ徹底検証」極上スウィーツ!クリスマス商戦に賭けたデパートの戦略(プランタン銀座) |
| ＃13 | 2002年12月28日 | 年末スペシャル「注目の人・モノ・食・街」 |
| ＃14 | 2003年1月11日  | 「密着!空飛ぶラーメン職人」わずか数年で成功を収めた一人の男、彼が歩んだサクセスストーリーとは?そして、新たなビジネスチャンスとして生み出した奇想天外なラーメンとは? |
| ＃15 | 2003年1月18日  | 「全国駅弁甲子園」駅弁のスーパーブランド“いかめし”に迫ろうと究極の味を求め試行錯誤の努力をするある村に密着!人を魅了する“うまいもの”の裏に込められた思いとは? |
| ＃16 | 2003年1月25日  | 「東京進出!北海道の名店～すし善」カレッタ汐留の中でも最も注目を集める人気店、特産物を活かした新鮮な海の幸に炭で炊く極上の舎利で握られる寿司、一代で築き上げたと言う北海道の名店“すし善” |
| ＃17 | 2003年2月1日   | 「がんばる八戸～はやて効果は如何に!?」今まで観光に頼らない町づくりをしてきたために苦手な分野でもあった上、10年後には新幹線は青森市まで延長され八戸は通過駅の一つとなる恐れもあった、そんな八戸に残された時間はあと10年!はたして八戸は大丈夫なのか?がんばる八戸を密着取材!                                                                      |
| ＃18 | 2003年2月8日   | 「密着!信濃のゴーン～赤字ローカル線再建奮闘記」長野県にある“しなの鉄道”赤字第3セクター鉄道に意識改革をもたらした男、信濃のゴーンこと杉野正社長の戦略とは! |
| ＃19 | 2003年2月15日  | 「不況知らずの化粧品 元気の秘密と美容ライター」なぜ、化粧品業界が元気なのか?その秘密のカギを握っていたのは、今注目されている職業“美容ライター”にあった、巷にあふれる美容記事はいかにして作られているのか、取材の現場に密着! |
| ＃20 | 2003年2月22日  | 「こんな時代だから!?年金について考える」月給30万円だったある女性が、社会保険事務所で年金加入記録を調べたら、給料の届け出額が最低ランクの8万円になっていたことに気付いた!支払ったはずの現金は何処に消えたのか?そして、不自然な届け出に社会保険事務所は何をしていたのか?                                                                         |
| ＃21 | 2003年3月1日   | 「ネット家電～近未来の暮らし 省エネ効果も!」“省エネ”に努める個人や企業に注目!楽しいアイディアで電気代の大幅カットに成功している家庭に密着! |
| ＃22 | 2003年3月8日   | 「今、家具が面白いぞ!～格安派からこだわりまで」東京・目黒に“物が売れない時代に物を売るヒント”が隠されていた! |
| ＃23 | 2003年3月15日  | 「史上最強お土産ランキング」 「史上最強お土産ランキング～お土産勝ち組に経済再生のヒントあり」お土産業界の今を探りながら、日本全国のお土産の中で、最も売れているベスト10を紹介(第1位 赤福) |
| ＃24 | 2003年3月22日  | 「北朝鮮経済の暗闇～覚せい剤大量製造と不正送金疑惑」国家主導による麻薬の製造・密輸疑惑の実態の一部を脱北者が証言 |
| ＃25 | 2003年3月29日  | 「今が買い時?マンション物語～あなたならどうする?」マンションを買うなら今!と世間では言われているが本当のところはどうなのか? |
| ＃26 | 2003年4月5日   | 「in上海(前編)」高度成長とバブルが一緒に起こり、異常な速度で変わっている街の現象を細かく調査 |
| ＃27 | 2003年4月12日  | 「in上海(後編)」上海一の繁華街に日本の有名ブランド店が進出!上海の人たちが受け止める日本ブランドのイメージとは? |
| ＃28 | 2003年4月19日  | 「六本木ヒルズ～老舗和菓子店の挑戦」六本木ヒルズの魅力を徹底分析!普段は絶対に見られない(秘)スポットに次々と潜入! |
| ＃29 | 2003年4月26日  | 「銀座に京都がやってきた」京都に春紀行、伝統旅館が銀座に進出 |
| ＃30 | 2003年5月3日   | 「平成日本質屋事情」全国から17の質屋さんをあつめて催された東京・京王デパートの“質流れ品大処分市”を体験取材 |
| ＃31 | 2003年5月10日  | 「ペット産業'03の真実」日本最大のペットオークションに潜入! |
| ＃32 | 2003年5月17日  | 「人気スーパーマーケット 成城石井の挑戦」食のトレンドを先取りする開発現場の舞台裏に潜入! |
| ＃33 | 2003年5月24日  | 「マクドナルドの大逆襲!」“新しく”代わろうとする外食産業の巨人マクドナルド、どの様な方法で巻き返しを図ろうとしているのか、八木新社長にインタビュー |
| ＃34 | 2003年5月31日  | 「デジカメ」スナップ芸人ぺー・パー子をデジタル化計画!デジカメ嫌い克服なるか? |
| ＃35 | 2003年6月7日   | 「納豆」 ニオイのしない納豆をつくりあげた企業に密着!(ミツカングループ・金のつぶ)ヒット商品をうみだすまでの舞台裏 |
| ＃36 | 2003年6月14日  | 「夏はブラジャーでキメろ!」現在予約待ち状態の“ヌーブラ”の人気の秘密 |
| ＃37 | 2003年6月21日  | 「天才シェフ&平沼大臣～高級フレンチと日本経済」デフレ不況の中、成功を収めた“ひらまつ”の今後の企業戦略を平松宏之氏に聞く |
| ＃38 | 2003年6月28日  | 「明日に向かって!心の構造改革'03」以前“ねっとパラダイス”で紹介した“心の構造改革”にいち早く取り組む元サラリーマンがこの2年間をどのように過ごし、いまの小泉政権をどのように見ているのか?彼らの追跡取材を敢行した |
| ＃39 | 2003年7月5日   | 「イケメン社長の大挑戦!～コンビニ ローソンの大改革～」親会社であるダイエーの業績不振のあおりをうけて低迷するローソンの建てなおしのため、さまざまなプランを実行!新社長が仕掛けるコンビニ改革を徹底取材 |
| ＃40 | 2003年7月12日  | 「アイスクリーム 最新事情&究極のアイス!」アイスクリームメーカーの戦略(ロッテ・クーリッシュ) |
| ＃41 | 2003年7月19日  | 「大ヒット商品“ボブサップ”の正体!!」 |
| ＃42 | 2003年7月26日  | 「どうする!?どうなる!?日本映画」日本映画界の鬼才・井筒和幸監督が最新作“ゲロッパ!”の公開を間近にひかえ、サタ研で吠えまくる |
| ＃43 | 2003年8月2日   | 「眠れる巨大市場 睡眠ビジネス最前線」オーダー枕作りにチャレンジ!(新宿・高島屋10階“ロフテー枕工房”) |
| ＃44 | 2003年8月9日   | 「再生!～競売リフォーム住宅の力」中古住宅再生販売業の“やすらぎ” |
| ＃45 | 2003年8月16日  | 「日本一かた～い車屋さん!?スバルに学ぶ生き残り術」(富士重工株式会社)生存競争の厳しい自動車業界においてどのようにして生き抜くのか? |
| ＃46 | 2003年8月23日  | 「低価格で全国制覇へ!390円ラーメンの野望」390円という低価格ラーメンでラーメン業界のマクドナルドを目指す!業界のトップを立とうという社長の戦略とは?安くて美味しい秘密を密着取材!(幸楽苑・高田馬場店) |
| ＃47 | 2003年8月30日  | 「サタ研“超激安ツアー”」伊豆高原のおしゃれなプチホテル&名湯・伊豆河津の温泉旅館がまさか?の1泊109円!信じられない価格を実現させるウラには“謎の旅行代理店”の存在があった。旅行業界の革命児が利用者本位の旅のあり方を提言、誰もが思いつかなかった新旅行システムが明らかに!!(ネット関連)＜ネット旅行代理店 クラブ・トクーの紹介＞(クーコム株式会社) |
| ＃48 | 2003年9月6日   | 「再生できるか!?商店街」 |
| ＃49 | 2003年9月13日  | 「新幹線が変わる!JR東海の戦略」新幹線・品川駅がついに開業!一足はやく駅構内の様子を徹底レポート |
| ＃50 | 2003年9月20日  | 「簡単ハングルスペシャル～ソウルに行っちゃいました!?」サタ研・研究員たちが韓国語をしっかりマスターできているのかを確かめるべく“本場”で買い物や食事にチャレンジ! |
| ＃51 | 2003年9月27日  | 「魂に火をつけた男たち!」田中康夫長野県知事、ボブ・サップ、井筒監督、独自の哲学をもつ企業の社長の姿には、時代を生き抜くための大きなヒントがあった。1年間に渡って番組のカメラが映し出した“時代”の現場から財部誠一が導きだしたキーワードにそって検証                                                                                             |